# Bathysauropsis
Bathysauropsis is een geslacht van straalvinnige vissen uit de familie van groenogen (Chlorophthalmidae). Het geslacht is voor het eerst wetenschappelijk beschreven in 1911 door Regan.

## Soorten
- Bathysauropsis gracilis (Günther, 1878)
- Bathysauropsis malayanus (Fowler, 1938)